# Personnages de Stargate Infinity
 (juin 2024).
- Si vous ne connaissez pas le sujet, laissez ce bandeau (vous pouvez alors contacter les auteurs).
- Si vous supprimez le contenu mis en cause (vous pouvez préalablement contacter les auteurs),

argumentez précisément cette suppression dans la page de discussion
(un manque de référence n'est pas un argument ; une recherche réelle de référence doit avoir été effectuée, être formellement documentée).
 (juin 2024).
Si vous disposez d'ouvrages ou d'articles de référence ou si vous connaissez des sites web de qualité traitant du thème abordé ici, merci de compléter l'article en donnant les références utiles à sa vérifiabilité et en les liant à la section « Notes et références ».
 (juin 2024).

Cet article présente les personnages de la série télévisée Stargate Infinity.

## Major Gus Bonner
Âgé d'une cinquantaine d'années, le Major Gus Bonner est un élément exemplaire du SGC, un modèle pour de nombreux soldats et les jeunes recrues.
Attiré dans sa jeunesse par le SGC, Gus dut faire un choix entre son amour, Michelle, et sa carrière militaire. À la suite de cette déception, sa vie s'organisa uniquement autour du SGC et des missions d'explorations, allant jusqu'à se faire tatouer le symbole de son escouade sur le bassin, sous les ordres de Pastor, accumulant expérience tant au niveau du combat qu'au niveau découverte de nouvelles peuplades. Il parle d'ailleurs plusieurs dialectes locaux et est très familier avec les us et coutumes de certaines civilisations.
Mais ce parcours exemplaire va être entaché par l'échec d'une mission. Alors qu'il était en mission de reconnaissance avec une équipe, Bonner a volontairement désobéi aux ordres. Les militaires sont tombés dans un piège et ont fait la rencontre des Tlak'kahns. Peu de personnes ont survécu à cette confrontation, et les responsables militaires le tiennent pour responsable, s'appuyant sur un enregistrement vidéo. Gus essaya de clamer son innocence, en vain. Peu de personnes l'ont cru.
Ces accusations vont se renforcer lorsque les Tlak'kahns vont envahir le SGC. Selon des témoins, Gus leur aurait ouvert le passage. Mais le doute va naître chez certaines recrues lorsque Gus va prendre part au combat pour repousser l'intrus. Afin de protéger Draga, encore à l'état de chrysalide, lui et quelques recrues vont fuir le SGC.
Durant cette fuite, Gus va faire la rencontre des Métamorphes. Il va alors rapidement comprendre qu'une de ses créatures s'est fait passer pour lui afin de le discréditer.

## Stacey Bonner
Stacey est la nièce du Major Gus Bonner. De par le choix de carrière de son oncle, tous les deux ne sont pas connus durant son enfance. Cependant, elle a tout de même fait le choix de rejoindre l'armée et suivre les traces de Gus. Son passage remarqué à l'Académie a fait d'elle le leader des cadets. Lors de sa formation elle a montré d'excellentes aptitudes au combat, et notamment aux arts martiaux.
À l'image de son oncle, Stacey est une forte tête qui n'aime pas qu'on lui dicte sa conduite. Poussée à l'extrême, cette attitude peut l'amener à s'exposer à des dangers inconsidérés. Elle ne se laisse pas marcher sur les pieds et possède une très bonne répartie, RJ en fait souvent les frais.

## Seattle Montoya
D'origine Navajo, Seattle Montoya a été élevée dans une réserve du Nouveau-Mexique, sur la terre de ses ancêtres indiens.
Après 8 ans passés dans cette réserve, Seattle déménage vers une grande ville. Là, pour s'insérer plus rapidement, elle s'engagea dans un gang. Le tatouage facial autour de son œil en est le symbole. Mais, très rapidement,elle va s'apercevoir de son erreur et va se diriger vers les forces armées du pays pour changer de vie et de caractère.
Après un brillant parcours à l'Académie de l'Air Force, Seattle va se diriger vers le SGC, la branche secrète (fictive)de l'US Air Force qui gère les opérations du programme Porte des étoiles, où elle pourra mettre en œuvre les connaissances scientifiques acquises durant sa scolarité.
De plus, de par ses origines, elle dispose du don de pouvoir ressentir les émotions des créatures. Elle s'en servira à de nombreuses reprises, notamment lors de la découverte de Draga dans le sarcophage au SGC.

## R.J. Harrison
Âgé de dix huit ans, RJ est le plus jeune membre de l'équipe. Depuis sa plus tendre enfance, il rêve de parcourir l'espace, et c'est naturellement qu'il s'oriente vers le SGC.
D'un naturel fonceur et casse-cou, il lui arrive bien souvent de se retrouver dans des situations délicates. Son attitude énerve bien souvent ses compagnons, notamment Stacey qui ne se prive pas de lui faire remarquer. En réalité, ce comportement lui sert à cacher une grande timidité.

## Draga
Draga est une extraterrestre d'origine inconnue qui va se retrouver, malgré elle, impliqué dans la fuite du Major Bonner.
Elle est découverte par le Dr Mason dans un sarcophage égyptien déterré près de la Porte à Gizeh. De ce fait tout le monde pense qu'elle est liée aux Anciens. Seattle va utiliser ses aptitudes pour comprendre qu'en réalité elle est inoffensive.
Puis la créature va rapidement se transformer en chrysalide et devenir l'objet de toutes les convoitises. Lorsque les Tl'ak'kahns vont envahir le SGC, ils vont tout mettre en œuvre pour la récupérer. Mais afin de la protéger, Gus décide de l'amener avec lui dans sa fuite.
Après quelques jours, Draga va finalement se libérer de sa chrysalide et adopter son apparence finale : une créature volante. Son apprentissage de notre langue va être très rapide, et elle va dévoiler au fur et à mesure des rencontres l'étendue de ses pouvoirs. Malheureusement, Draga apprendra à l'équipe qu'elle ne fait pas partie des Anciens.

## Ec'co
Ec'co est né de l'amour entre un humain, d'origine afro-américaine, et d'une Hrathi vivant sur Terre depuis que le programme Porte des Étoiles fut révélé au grand public. D'apparence Hrathi, et disposant des mêmes caractéristiques, l'éducation qu'il a reçu sur Terre a grandement influencé son comportement qui se distingue des autres Hrathis.
De par ses origines extraterrestres, Ec'co eu une enfance très difficile sur Terre, étant la principale victime des moqueries de ses camarades de classes. Se retrouvant même souvent isolé et sans ami pour se divertir.
Une fois l'adolescence passée, Ec'co a fait le choix de rejoindre l'Air Force et le programme Porte des Étoiles afin d'affiner et de mettre à disposition son savoir scientifique, mais aussi avec l'espoir de trouver une communauté qui le comprendrait, et éventuellement rencontrer ses congères Hrathis.
Durant son aventure hors du SGC en compagnie du Major Bonner, Ec'co va avoir l'occasion de visiter Hrath, planète mère des Hrathis. Hélas la rencontre ne va pas se passer comme prévu. Ce peuple va le mépriser en raison de ses origines humaines, mais Ec'co va leur apprendre la tolérance lorsque les Tlak'kahns vont attaquer Hrath. Il va alors comprendre que sa place est parmi l'équipe, là où les personnes le jugent pour ses compétences et non ces origines.

## Da'kyll
Da'kyll est le commandeur actuel des Tlak'kahns. Personnage sans aucune morale, il est prêt à tout pour arriver à ses fins: mensonges, trahisons, meurtres... Il dispose d'un sens tactique assez particulier, toujours tourné vers l'attaque en force sans penser à d'éventuels revers.
Da'kyll veut mettre la main sur Draga, pensant qu'elle lui permettra d'accéder au savoir des Anciens, et sur le Major Gus Bonner qui lui servira de trophée de chasse.

## Pahk'kal
L'officier en second de Da'kyll. Pahk'kal craint Da'kyll et le respecte tout en cachant son ambition pour devenir le leader. Pahk'kal projette d'utiliser les pouvoirs de Draga pour contrôler Da'kyll et le conseil Nax'kan.